# Verdon (Nebraska)
Verdon és una població dels Estats Units a l'estat de Nebraska. Segons el cens del 2000 tenia 223 habitants.

## Demografia
Segons el cens del 2000, Verdon tenia 223 habitants, 90 habitatges, i 61 famílies. La densitat de població era de 358,8 habitants per km².
Dels 90 habitatges en un 30% hi vivien nens de menys de 18 anys, en un 58,9% hi vivien parelles casades, en un 6,7% dones solteres, i en un 32,2% no eren unitats familiars. En el 28,9% dels habitatges hi vivien persones soles el 12,2% de les quals corresponia a persones de 65 anys o més que vivien soles. El nombre mitjà de persones vivint en cada habitatge era de 2,48 i el nombre mitjà de persones que vivien en cada família era de 3,1.
Per edats la població es repartia de la següent manera: un 28,3% tenia menys de 18 anys, un 1,8% entre 18 i 24, un 26,5% entre 25 i 44, un 25,6% de 45 a 60 i un 17,9% 65 anys o més.
L'edat mediana era de 40 anys. Per cada 100 dones de 18 o més anys hi havia 113,3 homes.
La renda mediana per habitatge era de 26.250 $ i la renda mediana per família de 31.250 $. Els homes tenien una renda mediana de 26.250 $ mentre que les dones 19.583 $. La renda per capita de la població era d'11.733 $. Aproximadament el 16,7% de les famílies i el 19,2% de la població estaven per davall del llindar de pobresa.

## Poblacions més properes
El següent diagrama mostra les poblacions més properes.